# Асоціація футболу Японії
Федерація футболу Японії (яп. 日本サッカー協会) — спортивна організація, що здійснює контроль і управління футболом в Японії. Штаб-квартира розташована у районі Бункьо, Токіо. Заснована 1921 року. Увійшла до складу ФІФА 1929 року. Член АФК з 1954 року. Федерація організовує діяльність та здійснює керування національними збірними, зокрема національною збірною з футболу та проводить професіональні змагання в країні, зокрема Джей-ліги.